# 지씨티세미컨덕터
지씨티세미컨덕터(GCT Semiconductor Co. Ltd.)는 스마트폰에 들어가는 통신용 반도체를 제조업체이다.
 1998년 미국에 설립되었으며 최대 주주는 코스닥 상장사인 아나패스(지분율 27.7%)다. 2022년 11월, GCT세미컨덕터는 기술성 평가 A등급을 획득하며 국내에서 기술특례상장을 추진했으나 회사 내부 통제제도 운영에 대한 지적을 받으며 한국거래소의 상장 예비심사에서 탈락했다
이종호 과학기술부장관이 12억원 상당의 지씨티세미컨덕터의 전환사채(CB)를 보유하여 논란이 되었다

## 같이 보기
- 이종호 (공학자)

## 참고문헌
1. ↑  유하영, 지씨티세미컨덕터, 상장예비심사 청구서 제출…현대엔지니어링 1.50% 하락, 이투데이, 이투데이, 2022년 5월 2일
2. ↑  심우일, GCT세미컨덕터, 상장 예심 연기, 서울경제, 2023.01.03
3. ↑  안민영, 경영권 분쟁 중인 엠벤처투자, 영업 중단 사태까지.., 뉴스워커, 2023년 10월 25일
4. ↑  이종호, 상장추진 업체 12억 CB보유 논란…"후배 도와주려 투자", 한국경제, 2022.05.03